# 楊樹達

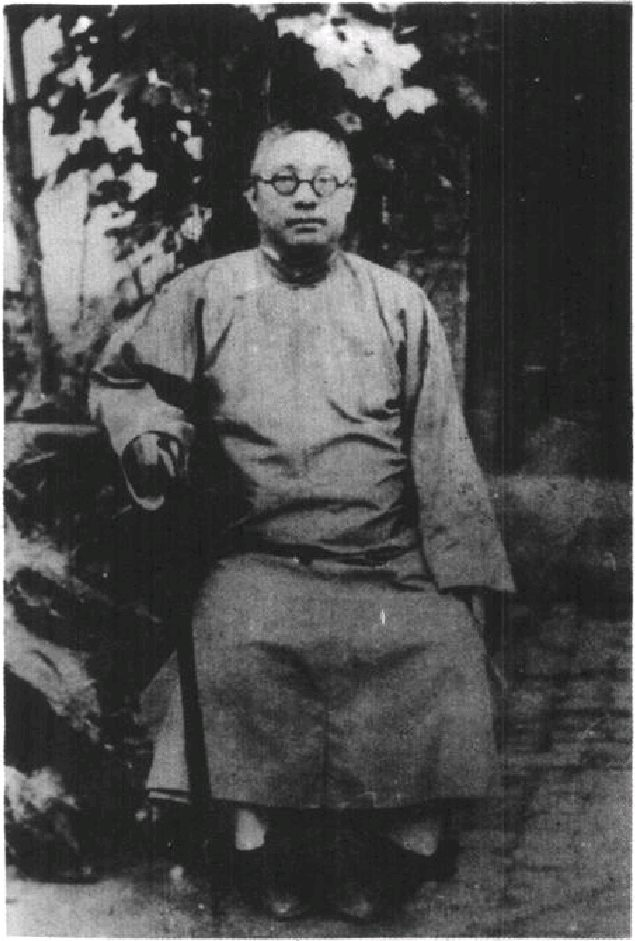
楊樹達。

楊樹達（よう じゅたつ、1885年6月1日 - 1956年2月14日）は、中国の言語学者、訓詁学者。中国語の文語文法書である『高等国文法』などの著作がある。字は遇夫、室名は積微居。
甥の楊伯峻、孫の楊逢彬も古代中国語に関する著作のある学者である。

## 生涯
湖南省長沙出身。1897年、時務学堂に入学して梁啓超らに学んだが、翌年の戊戌の政変で時務学堂はなくなった。1905年に日本に官費留学した。日本では狩野直喜と交流した。1911年に辛亥革命で留学費用の送金がとだえたため、第三高等学校を中途で退学して帰国した。帰国後は湖南の第一女子師範学校・第一師範学校などで教えていたが、1920年には北京に移り、師範大学の中文系の主任教授、および清華大学と中国大学の国文の教授をつとめた。1937年に日中戦争が起きると故郷に帰り、湖南大学の教授になった。中華人民共和国成立後も湖南大学にあり、1953年に大学再編で湖南大学が解消されると湖南師範大学に移り、没するまでその職にあった。

## 著作
楊樹達の文法の著作は、はじめ大学での講義用に作成したものが後に出版されたものが多く、出版の順は書かれた順に一致しない。はじめて出版した文法書である『中国語法綱要』(1924)は英文法を模範にした口語の文法だったが、以降は文語文法に専念した。当時の文語文法の書といえばまず馬建忠の『馬氏文通』であったが、楊樹達は『馬氏文通』に満足できず、その誤りを批判する『馬氏文通刊誤』(1931)を出版したほか、自ら『高等国文法』(1930)を記した。また文語の中の虚辞を注音符号の順に並べ、品詞分類とともに記した『詞詮』(1928)を出版した。1933年には『中国修辞学』を出版している。
1930年代以降は文字・訓詁の学問に興味を移した。楊樹達は清朝考証学の伝統を重んじていたが、考証学者のように『説文解字』を神聖視することはなく、金文や甲骨文字などの新しい研究を重視した。文字学に関する著作としては『積微居小学金石論叢』(1937)、『積微居金文説』(1952)『積微居小学述林』(1954)『積微居甲文説・卜辞瑣記』(1954)『耐林廎甲文説・卜辞求義』(1954)がある。
古典の注釈としては『老子古義』『周易古義』『論語古義』『論語疏証』『春秋大義述』『淮南子証聞』『漢書補注補正』『漢書窺管』などがある。没後に『塩鉄論箋釈』が出版された。
楊樹達は1920年以降最晩年まで日記をつけており、全部で51冊ある。楊樹達没後に中国科学院図書館が遺族から買いとったが、今にいたるも公刊されていない。『積微翁回憶録』(1986年に上海古籍出版社から出版)は日記を材料としてまとめた回想録だが、政治的に問題のある箇所が削られている。